# Scat

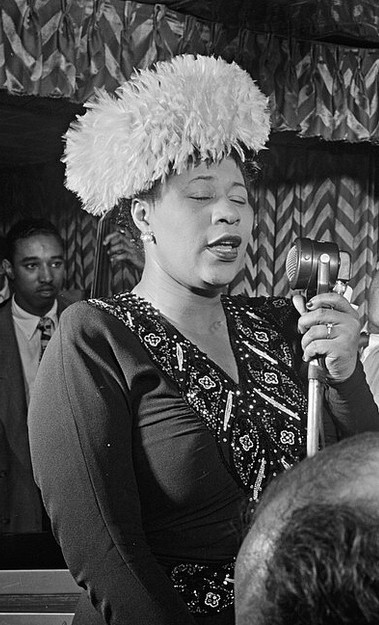
Ella Fitzgeraldová, jedna z nejznámějších představitelek scatu

Scat je improvizovaný jazzový zpěv, při němž se používají slova beze smyslu, samostatné slabiky nebo se zpívá zcela bez artikulace. Scat je obdobou instrumentální improvizace. Bývá někdy použit  při technice zvolání-odpověď. Asi nejznámějším producentem je Scatman John.

## Historie
Scat se objevil v ragtimu na počátku 20. století. Jeden z prvních mistrů scatu byl Gene Greene, který nazpíval scatové refrény pro píseň King of the Bungaloos. Jednou z nejznámějsších představitelek scatu byla také Ella Fitzgeraldová. 
Jednu z nejznámějších nahrávek scatu vytvořil Louis Armstrong, když si nemohl vzpomenout na text při nahrávání písně Heebie Jeebies v roce 1926.